# Liste der Monuments historiques in Buzancy (Ardennes)
Die Liste der Monuments historiques in Buzancy führt die Monuments historiques in der französischen Gemeinde Buzancy auf.

## Liste der Immobilien
| Bezeichnung        | Beschreibung | Standort               | Kennzeichnung | Schutzstatus          | Datum          | Bild           |
| ------------------ | --- | ---------------------- | ------------- | --------------------- | -------------- | -------------- |
| Château de Buzancy | Eingangspavillon, Wirtschaftsgebäude, Stallungen und Wasserbecken des 1808 zerstörten Schlosses, um 1760, Architekt Claude Baccari | Rue du Château (Lage)  | PA00078354    | Classé Inscrit Classé | 1982 1986 2010 | weitere Bilder |
| Kirche St-Germain  | aus dem 13. Jahrhundert | Rue de l’Église (Lage) | PA00078355    | Classé                | 1920           | weitere Bilder |

## Liste der Objekte
| Bezeichnung                                                        | Beschreibung | Standort                                   | Kennzeichnung | Schutzstatus | Datum | Bild |
| ------------------------------------------------------------------ | --- | ------------------------------------------ | ------------- | ------------ | ----- | ---- |
| Drei Kommunionbänke und Kerzenständer                              | Schmiedeeisen, bemalt und vergoldet, bezeichnet 1879 | in der Kirche St-Germain (Lage)            | PM08001097    | Inscrit      | 1978  |      |
| Kruzifix                                                           | Holz, farbig gefasst, 17. Jahrhundert | in der Kirche St-Germain (Lage)            | PM08000632    | Classé       | 1971  |      |
| Hauptaltar und zwei Seitenaltäre                                   | Hauptaltar: Altartisch und Baldachin; Marienaltar: Altartisch, Retabel und fünf Skulpturen; Nikolausaltar: Altartisch und Retabel; Stein und Marmor, 18. Jahrhundert | in der Kirche St-Germain (Lage)            | PM08000080    | Classé       | 1971  |      |
| Gemälde Die Heilung des blinden Bartimäus                          | Ölfarbe auf Leinwand, 1880 | in der Kirche St-Germain (Lage)            | PM08000945    | Inscrit      | 1976  |      |
| Skulptur Madonna mit Kind                                          | Holz, 15. Jahrhundert | in der Kirche St-Germain (Lage)            | PM08000198    | Classé       | 1971  |      |
| Reliquienschreine des heiligen Valerianus und der heiligen Lucilla | Holz, bemalt und vergoldet, 17. und 18. Jahrhundert | in der Kirche St-Germain (Lage)            | PM08000630    | Classé       | 1971  |      |
| Gemälde Pietà                                                      | Ölfarbe auf Leinwand, 1880 | in der Kirche St-Germain (Lage)            | PM08000944    | Inscrit      | 1976  |      |
| Zwei Betstühle                                                     | Eichenholz, 19. Jahrhundert | in der Kirche St-Germain (Lage)            | PM08000877    | Inscrit      | 1975  |      |
| Büste von Alfred Chanzy                                            | Gips, 1878 von Aristide Croisy | in der Mairie (Lage)                       | PM08000686    | Classé       | 2007  |      |
| Skulptur Heiliger Fiacrius                                         | Holz, farbig gefasst, 17. Jahrhundert; in der Kirche St-Germain deponiert                                                                                            | in der Kapelle Notre-Dame de Masmes (Lage) | PM08000892    | Inscrit      | 1975  |      |
| Zwei Schränke                                                      | Eichenholz, 18. Jahrhundert; aus dem Château de Buzancy, im Dorfgemeinschaftshaus eingelagert                                                                        | in der Kirche St-Germain (Lage)            | PM08000878    | Inscrit      | 1975  |      |
| Schrank                                                            | Eichenholz, 18. Jahrhundert; aus dem Château de Buzancy, im Dorfgemeinschaftshaus eingelagert                                                                        | in der Kirche St-Germain (Lage)            | PM08001098    | Inscrit      | 1975  |      |
| Kanzel                                                             | Holz, Ende des 19. Jahrhunderts, mit Skulpturen aus dem 16. Jahrhundert                                                                                              | in der Kirche St-Germain (Lage)            | PM08000943    | Inscrit      | 1976  |      |
| Chorgestühl                                                        | Holz, bemalt und vergoldet, 18. Jahrhundert | in der Kirche St-Germain (Lage)            | PM08000629    | Classé       | 1971  |      |
| Skulptur Heiliger Germanus von Auxerre                             | Stein, 17. oder 18. Jahrhundert | außen an der Kirche St-Germain (Lage)      | PM08000631    | Classé       | 1971  |      |
| Adlerpult                                                          | Holz, 18. Jahrhundert | in der Kirche St-Germain (Lage)            | PM08000633    | Classé       | 1978  |      |
| Form für eine Takenplatte                                          | Holz, Ende des 18. Jahrhunderts | in der Kirche St-Germain (Lage)            | PM08000079    | Classé       | 1977  |      |